# Ченстаховка
Ченстаховка или Ченстоховка — упразднённая деревня в Тюхтетском районе Красноярского края России. На момент упразднения входила в состав Оскаровского сельсовета. Упразднена не ранее 1972 года.

## География
Находилась на правом берегу реки Кузьминка (приток реки Четь), северо-восточнее болота Варшавского, примерно в 10 км к западу от села Оскаровка.

## История
Основана в 1909 году. По данным на 1926 год деревня Ченстоховская состояла из 66 хозяйств. В административном отношении входила в состав Двинского сельсовета Тюхтетского района Ачинского округа Сибирского края.
Последний раз отмечена в составе Оскаровского сельсовета в справочнике административно-территориального деления Красноярского края на 1-е января 1972 года.

## Население
По данным переписи 1926 года в деревне проживало 315 человек (171 мужчина и 144 женщины), основное население — латгальцы.